# 月島さくら
月島 さくら（つきしま さくら）は、日本のAV女優、キャバ嬢。カプセルエージェンシー所属。セックスワーク関連ロビイスト。後述の活動もあり「セックスワーカーに対する偏見と戦うセクシー女優」の異名も持つ。
別名義に泉朱音、香椎りこ、柏木莉子、渡辺香織、苺由香、高木百合香、柴崎綾香、三崎香織、西谷真由里、室田千夏、長嶋穂花がある。

## 人物
2008年（平成20年）7月11日、三和出版社の「デジタル耽美館」シリーズ作品vol.12においてAVデビュー。2021年（令和3年）12月、『週刊実話 2021年12月30日号』の記事「編集部イチオシ!! ヌケる女セレクション」に取り上げられた。2022年12月20日、『スカパー!アダルト放送大賞2023』新EXガールズオーディションにノミネート。

### 生年月日
2023年5月までは生年月日を「1993年10月3日」としていたが、その後は「5月28日」（生年不詳）としている。元々の公称については、かねてより実際とは異なる可能性が本人により示唆されていた。月島は2022年の参院選に立候補しようとしたが、本当に1993年生まれだとすると月島は29歳であり被選挙権を持たないため、NHK党の齊藤健一郎が「30歳に満たないので出馬できない」とツイートした。これに対して月島は「AV女優の年齢はほとんど設定」と返信した。
その他にも、複数の作品で矛盾が生じている。例えば、2008年のデビュー作は逆算すると14歳の時ということになるが、これは15歳未満の児童の労働を原則として禁止する労働基準法に抵触する。また、2020年の月島としてのデビュー作は27歳の時ということになるが、タイトルでは32歳となっており、5歳のズレがある。

### 活動
2022年6月15日に第208回国会・参議院本会議でAV出演被害防止・救済法が可決・成立したが、成立に向けて中心的に活動していた立憲民主党の塩村あやか参議院議員に対して、AV女優の金苗希実（新條希）が「AV女優は新法に守られるどころか苦しめられている」と同月19日のTwitter上で訴えた。この議論に月島が加わり、Twitter上で訴え始める。月島は、現場のAV女優は新法によって仕事を得にくくなるのが目に見えており、「誰を守ろうとしているのか分からない」と塩村を批判したうえで、せめて賃金を補償してほしい、法案を成立させる前に知っておくべき現場の慣習を塩村は把握しておらず、ここに来て、契約に関する業界のルールをこそ変えるべきと主張した。また、月島は、この問題が明るみに出たのが第26回参議院議員通常選挙の前であったことから、6月12日には直前まで選挙に立候補することを考えていたと明かしている。
2022年7月に開始された、AV新法改正を呼び掛ける署名運動「女優・男優・スタッフが働きやすい『AV新法』にしてください」共同発起人となる。7月15日には室井佑月と米山隆一の協力を得て塩村と対面し、天川そららとともに当事者意見の反映を掛け合ったが、主張は食い違いに終わった。
同年8月14日、フォーティーフォーマネジメント退所の意向を表明。AV新法改正の運動をする中で、第二プロダクション協会や一部メーカーから目立つことをしてほしくない旨の反発があり、事務所にこれ以上迷惑かけられないことを理由とした。8月15日、カプセルエージェンシー移籍を報告。以降もAV新法改正、修正を求めるロビイング活動を稲森美優、天使もえ、緒川はる、花宮レイと共に行っている。2022年10月、稲森美優とともに女性の多様な生き方を支援するグループ「siente」を発足。

## 作品

### アダルトビデオ（月島さくら名義以外）
| タイトル                                                                 | 名義     | 発売日         | メーカー         |
| ------------------------------------------------------------------------ | -------- | -------------- | ---------------- |
| デジタル耽美館 vol.12                                                    | 渡辺香織 | 2008年7月11日  | 三和出版         |
| 女子校生 電マ潮吹き 2                                                    | 香椎りこ | 2009年1月16日  | クリスタル映像   |
| 18歳 悪戯されたいたいけな少女                                            | 香椎りこ | 2009年6月8日   | アテナ映像       |
| 南米仕込みの異常性欲！ブラジリアンレズモンスター 緋咲アンナ先生          | 香椎りこ | 2010年9月23日  | LADY×LADY        |
| 女子校生の勃起乳首オナニー                                               | 香椎りこ | 2010年12月17日 | OFFICE K'S       |
| 妹と一緒にお風呂                                                         | 香椎りこ | 2011年5月13日  | アイビーワークス |
| パイパンいぢり                                                           | 香椎りこ | 2011年5月27日  | アイビーワークス |
| 素人メイド変態鼻責め奴隷計画                                             | 柏木莉子 | 2011年9月15日  | Lohas369         |
| 変態窒息死亡遊戯 パイパン鼻フックメイド 柏木莉子の結末                   | 柏木莉子 | 2011年10月15日 | Lohas369         |
| 田舎の快便女子大生 地味だけど可愛い激臭艶々うんち日記                    | 渡辺香織 | 2011年10月19日 | 大塚フロッピー   |
| 性の手ほどきスカトロドラマ 思春期糞                                      | 香椎りこ | 2011年10月21日 | V&Rプランニング  |
| 熟女放尿図鑑 大放尿32人！！                                              | 渡辺香織 | 2011年12月1日  | エマニエル       |
| コスプレイベント会場女子トイレ01                                         | 香椎りこ | 2012年2月27日  | いちごれもん     |
| 鼻フック・開口器 総集編 4時間SP                                          | 柏木莉子 | 2012年5月15日  | Lohas369         |
| Black Painting005                                                        | 香椎りこ | 2012年9月14日  | COCOA SOFT       |
| COLOR14                                                                  | 香椎りこ | 2012年9月30日  | COCOA SOFT       |
| SILVER PAINTING009                                                       | 香椎りこ | 2012年11月15日 | COCOA SOFT       |
| 体操インストラクター お仕置きビデオ 醜い鼻フック顔で謝らせられる女達2    | 柏木莉子 | 2014年6月15日  | Lohas369         |
| 鼻フック・開口器 総集編 4時間SP2                                         | 柏木莉子 | 2014年8月10日  | Lohas369         |
| 人妻湯恋旅行081 人妻さき(25歳)の場合                                     | 香椎りこ | 2015年6月19日  | ゴーゴーズ       |
| 黒人の長くと太いチンコで膣の奥を突かれまくり快感の渦ににはまるアクメ地獄 | 香椎りこ | 2016年1月15日  | ABBY             |
| ガチンコ全裸三種競技～Happy New Year naked party 2017～                  | 泉朱音   | 2017年1月6日   | ROCKET           |
| 会社の女子会ほろ酔い乱れレズ映像 女同士で撮影したホームビデオ記録        | 香椎りこ | 2017年2月15日  | ピーターズ       |
| 真・時間が止まる腕時計パート7 オフィスでSEXマネキンチャレンジ編          | 泉朱音   | 2017年3月18日  | ROCKET           |
| 女子大生だらけのシェアハウスでM男に調教された僕3                         | 泉朱音   | 2017年4月5日   | FREEDOM          |
| 男の苦しむ顔を見るのが大好きな女子校生達 くすぐり・電気あんま・金蹴り    | 泉朱音   | 2017年5月8日   | FREEDOM          |
| カラータイツが公認の学園で。                                             | 泉朱音   | 2017年6月5日   | FREEDOM          |
| 完全主観 罵倒地獄 Vol.6 ～夢も希望も無いオマエらに告ぐ～                 | 泉朱音   | 2017年6月5日   | FREEDOM          |
| 自分で自分の足の裏を撮影した女の子。2                                    | 泉朱音   | 2017年8月5日   | FREEDOM          |
| 生まれて初めての金蹴り5 使い物にならなくなってもイイんですか？           | 泉朱音   | 2018年1月5日   | FREEDOM          |
| AV面接にやってきたスレンダー美乳人妻総集編6人                            | 泉朱音   | 2018年9月1日   | プラネットプラス |
| お尻を突き出すポーズがエロすぎる！後背位ばかりの動画集51人               | 泉朱音   | 2020年4月1日   | プラネットプラス |
| おっぱいを揉まれている女性をただただ観察するビデオ43人                   | 泉朱音   | 2020年4月10日  | UMANAMI          |
| ムラムラがもう我慢できない！美熟女の絶頂オナニー22人                     | 泉朱音   | 2020年8月1日   | プラネットプラス |
| 剛毛熟女に濃厚中出し10人VOL.04                                           | 泉朱音   | 2020年12月11日 | Nadeshiko        |
| 陰毛がふっさふさの剛毛熟女12人VOL.04                                     | 泉朱音   | 2021年2月1日   | プラネットプラス |

### アダルトビデオ（月島さくら名義）

#### 2020年
- 某動画投稿サイト Hカップ料理配信者の人妻 月島さくら32歳 独占AVデビュー!!　（11月25日発売、マドンナ、レーベル：Madonna）

#### 2021年
- 年収1500万超のカリスマ女塾講師に顔面タンツボ唾かけでプライドを打ち砕き汚肉棒で子宮口をしゃくり上げ孕ませ汁連続中出し！　（2月11日発売、サディスティックヴィレッジ、レーベル：姦娘）
- W巨乳奴● 夏希ゆめ/月島さくら　（2月17日配信開始、18日商品発売、グローリークエスト、レーベル：GLORY QUEST）
- 羞恥 新任女教師が学習教材にされる男子校の性教育 生徒の目の前で無遠慮な指が膣に挿入される！プライドは崩壊するが、子宮の奥から愛液があふれ出る5　（7月22日発売、サディスティックヴィレッジ、レーベル：羞恥娘）
- Madonna2020年下半期全173タイトルBEST 8時間　（3月25日発売、マドンナ、レーベル：Madonna）
- 「おばさんの下着で興奮するの？」脱ぎたてのパンティで甥っ子の精子を一滴残らず搾りとる叔母 月島さくら　（4月1日発売、VENUS、レーベル：INCEST）
- 先立った兄貴に家族を宜しくと頼まれたので母×娘まとめて中出し調教して服従させる事にした―。　（4月7日発売、マドンナ、レーベル：Madonna）
- 突然同居する事になった義姉が「アタシ家ではいつもこうだよ」と巨乳なのにノーブラキャミソール姿なので気になって仕方ない！我慢出来なくなって顔を埋めて揉みまくったら顔を赤らめて抵抗しないので子宮の奥に溜め込んだザーメンをブチまけちゃいました！　（4月22日発売、アイエナジー、レーベル：IENF）
- 2020年Madonna全353タイトル 12時間　（5月7日発売、マドンナ、レーベル：Madonna）
- 父が出かけて2秒でセックスする母と息子 月島さくら　（5月2日配信開始、5月7日商品発売、VENUS、レーベル：INCEST）
- 月島さくら 緊縛解禁 緊縛、監禁、中出し孕ませ調教　（5月7日発売、アイエナジー、レーベル：IESM）
- あん時のセフレは…友人の母親 月島さくら　（5月27日発売、タカラ映像、レーベル：ALEDDIN）
- 際どい回春マッサージで勃起したチ○ポをマ○コに押し当てパンツ越し挿入で誘う確信犯エステティシャン 挿れたがり巨乳お姉さんの誘惑　（6月10日発売、アイエナジー、レーベル：IESM）
- クリトリス吸引バイブオナニー2 今日もクリが幸せ★彡吸引と振動でクリトリスをW刺激、SEXでも見せないようなアヘ顔で絶頂を繰り返すAV女優達15名240分　（6月17日発売、グローリークエスト、レーベル：GLORY QUEST）
- ネトラレーゼ 部下とまさか… 月島さくら　（6月24日発売、タカラ映像、レーベル：寝盗会）
- 姉 素股生挿入 月島さくら　（7月22日配信開始、同日商品発売、アイエナジー、レーベル：IESM）
- サエない僕を不憫に思った巨乳な姉に「擦りつけるだけだよ」という約束で素股してもらっていたら互いに気持ち良すぎてマ○コはグッショリ！でヌルっと生挿入！「え！？入ってる？」でもどうにも止まらなくて中出し！4　（8月22日配信開始、同日商品発売、アイエナジー、レーベル：無し）
- 射精直前のフェラチオ＆激ピストンラッシュ 極濃ザーメンを人妻のトロけ顔にブチ撒ける大量顔射 179連発BEST　（8月25日発売、マドンナ、レーベル：Madonna）
- 内気な若妻が会社の部下にNTRるとしたら 月島さくら　（8月25日発売、GENEKI、レーベル：GENEKI）
- アナルのシワの数までハッキリわかる！ノーモザイク連続絶頂アナル見せオナニー3　（8月26日発売、アイエナジー、レーベル：IESM）
- ママのリアル性教育 月島さくら　（9月1日配信開始、2日商品発売、グローリークエスト、レーベル：GLORY QUEST）
- 「ダメっ…中だけは絶対出しちゃダメぇぇぇぇ！！」望まない中出しSEXの快感に抗えず絶頂を繰り返す人妻 49連発 12時間　（9月10日配信開始、14日商品発売、マドンナ、レーベル：Madonna）
- アナルのシワの数までハッキリわかる！ノーモザイク連続絶頂アナル見せオナニー4　（9月23日発売、アイエナジー、レーベル：IESM）
- フェラ顔でヌキたい人へ　（11月1日配信開始、同日商品発売、ケイ・エム・プロデュース、レーベル：KMPVR）
- 天井特化アングル×JOI VR　（11月11日配信開始、同日商品発売、ケイ・エム・プロデュース、レーベル：KMPVR）
- 淫乱人妻全身女体図鑑 第一号　（11月16日発売、アロマ企画、レーベル：女体フェティシズム）
- 兄嫁VR 月島さくら　（11月28日配信開始、同日商品発売、SPICY VR、レーベル：SPICY VR）
- 激安！100円でもヌケる 母子交尾 月島さくら　（11月30日配信開始、同日商品発売、ルビー、レーベル：旅路）
- すべすべで良い香りのするお姉さんの腋で僕のザーメン受け止めてくれますか？　（12月7日発売、アロマ企画、レーベル：AROMA）
- 唇が触れ合いそうな距離で見つめられエッチな言葉でささやかれ手コキ2　（12月7日発売、アロマ企画、レーベル：AROMA）
- 竿を雑巾絞りトルネードでヌルヌルしごき続けながら亀頭を咥えこんでジュルジュルしゃぶり続ける最強の搾精フェラチオ　（12月7日発売、アロマ企画、レーベル：AROMA）
- 母子交尾 【東日光黒滝山路】 月島さくら　（12月4日配信開始、7日商品発売、ルビー、レーベル：旅路）
- 爆乳スレンダー美女 月島さくら　（12月28日発売、GENEKI、レーベル：GENEKI）
- 乳首特化VR　（12月31日配信開始、同日商品発売、ケイ・エム・プロデュース、レーベル：KMPVR）

#### 2022年
- 妄想アイテム究極進化シリーズ 真・時間が止まる腕時計 家族全員まとめてSTOP ALL近親相姦SP2　（1月13日発売、ROCKET、レーベル：ROCKET）
- 熟女レズ 先輩と後輩 秘密のテレワーク 月島さくら 片岡なぎさ　（1月18日発売、ルビー、レーベル：黒百合）
- 童貞殺しニットセーター挑発　（2月8日発売、アロマ企画、レーベル：妄想チラリズム）
- さくらお女将はスケスケ浴衣が勝負服 月島さくら　（2月26日配信開始、3月1日商品発売、ルビー、レーベル：Secret）
- 2021年Madonna全452タイトル 12時間 ￥1980　（3月22日発売、マドンナ、レーベル：Madonna）
- 親戚のおばさんに筆おろしされた僕。リターンズ 14　（5月12日発売、LEO、レーベル：LEO）
- 乳首ゴン責めVR　（5月25日配信開始、同日商品発売、ケイ・エム・プロデュース、レーベル：KMPVR）
- 義理ママのリアル性教育 月島さくら (Zaptv) [20]　（？月？日配信開始、？日商品発売、グローリークエスト、レーベル：GLORY QUEST）
- 私の希望でレズします by椿りか（7月26日、GENEKI）
- 月島さくら 神パンスト OL編 OLスーツの美脚を包んだ生ナマしいパンストを完全着衣でムレた足裏から爪先を味わい尽くす!時には顔騎や足コキ、時にはお尻にコスってぶっかけとやりたい放題!発情させられた女の変態調教絶頂プレイを楽しむフェチAV（9月8日、親父の個撮）

#### 2023年
- 挑発スケベラインくっきり逆ナンほろ酔い妻と千べろSEX 体液ぶっかけて欲情する新婚妻さくらさん30歳 月島さくら（2月1日、OFFICE K’S）
- 旦那に隠れて男を漁る不倫妻 さくら（30） 月島さくら（2月27日、First Star）
- はだかの主婦 月島さくら 目黒区在住（29）（3月5日、プラネットプラス）
- ご近所の仲良し人妻が、競泳水着で気持ちよくしてあげる。 稲森美優 月島さくら（4月18日、溜池ゴロー）
- 妊娠OK！！色気むんむんで迫ってくる爆乳ヤリマン不倫人妻 月島さくら（5月2日、ワンズファクトリー）
- 人妻に媚薬を盛られてお漏らししまくっちゃうこんがりマン毛女子●生キメレズセックス 沙月恵奈 月島さくら（5月23日、レズれ!）
- 空き巣泥棒に入られ…旦那の前で私にも挿れられました。-狂ったようにイカされ中出しされた人妻の悪夢の24時間- 月島さくら（9月8日、人妻花園劇場）
- SEXレスの禁欲人妻を異常性欲にするポルチオ開発オイルエステ 月島さくら（9月15日、BonキュンBon）
- 一般社団法人女性代表 似非フェミニストの闇堕ち快楽性交!!～現役AV女優に起こった惨劇～ 月島さくら  稲森美優（11月9日、FALENO TUBE→ホットエンターテイメント自主流通）

### 写真集
- 月島さくら「兄貴の巨乳妻」人妻ヌード写真集　（2022年5月11日発売、出版者：エゴちゃん）

### 漫画原作
- 潜入ルポ 人気AV女優に聞いてみた AV新法ってなんだ!?（「実話ナックルズウルトラvol.22」2022年9月、大洋図書）取材構成：宇木梓、漫画：こきま大

## 出演

### テレビ
- ビ〜チ9（2021年7月、テレビ埼玉）
- とろサーモン久保田テレビ局の枠を買う（2021年7月、千葉テレビ）

### ウェブ配信番組
- 月島さくら×山内翔太：AV新法は何を殺すのか【論壇チャンネルことのは】
- 新EXガールズオーディション（2023年1月31日 ‐ 3月25日、SPOOX EX）
- 巨大ヒーロー ヴィクトリアス（Gigantic Hero Victorious）（2023年3月17日 - 、ギガ特撮チャンネル） - バーラ 役[21]